# Nécropolis
Pour les articles homonymes, voir Necropolis.
Nécropolis (titre original : City of the Dead) est un roman d'Herbert Lieberman paru en 1976. Il a remporté le grand prix de littérature policière cette même année.

## Résumé
Paul Konig est le chef de la médecine légale de la ville de New York, praticien de génie. Il erre dans cette cité noire, peuplée de tous les vices et horreurs et où la mort vous guette au détour de chaque rue. Il enquête, et puis recherche sa fille disparue.

Confronté à la bassesse des luttes professionnelles, à la stupidité administrative, à la violence surtout auxquelles est en proie son univers, Konig, comme tout le New York de Lieberman, flirte sans cesse avec la folie.
De la même manière que le personnage principal du roman Le Concierge, Paul Konig est un homme solitaire qui se consacre de manière obsessionnelle à son travail pour tenter d'oublier ses démons intérieurs. Plus qu'une enquête policière, ce roman est une description chirurgicale du travail de la médecine légale et brosse un portrait psychologique fouillé de son héros. 

## Éditions imprimées
Édition originale américaine
- (en) Herbert Lieberman, City of the Dead, New York, Simon and Schuster, 12 juillet 1976, 416 p. (ISBN 978-0-671-22272-7, LCCN 76004969)

Éditions françaises
- Herbert Lieberman (trad. Maurice Rambaud), Nécropolis [« City of the Dead »], Paris, Seuil, 1977, 390 p. (ISBN 978-2-02-004658-9, BNF 34705739)
- Herbert Lieberman (trad. Maurice Rambaud), Nécropolis [« City of the Dead »], Paris, Librairie générale française, coll. « Le Livre de poche » (no 7428), 1979, 600 p. (ISBN 978-2-253-02223-7, BNF 34626065)

## Livres audio en français
- Herbert Lieberman (auteur) et François Berland (narrateur) (trad. Maurice Rambaud), Nécropolis [« City of the Dead »], Paris, Livraphone, 22 mai 2003 (ISBN 978-2-87809-263-9, BNF 38620029)Support : 12 disques compacts audio ; durée : 13 h 38 min environ ; référence éditeur : LIV 413C.
- Herbert Lieberman (auteur) et François Berland (narrateur) (trad. Maurice Rambaud), Nécropolis [« City of the Dead »], Paris, Livraphone, 4 novembre 2004 (EAN 335-89-500-0032-6, BNF 40104137)Support : 2 disques compacts audio MP3 ; durée : 13 h 38 min environ ; référence éditeur : LIV 427M.